# 雷米·布蒂利耶
雷米·布蒂利耶（法語：Rémi Boutillier，1990年1月15日—），法國網球運動員。他現在參加ATP挑戰賽的賽事。2015年5月25日，他達到自己的ATP最高排名，為第235位。